# تیفانی تیلور (بازیگر پورنوگرافی)
تیفانی تیلور (انگلیسی: Tiffany Taylor؛ زاده ۶ دسامبر ۱۹۸۰) یک بازیگر پورنوگرافی اهل ایالات متحده آمریکا است.
وی تبار فرانسوی و پاکستانی دارد.

## زندگینامه
تیلور در لس آنجلس از یک مادر پاکستانی و یک پدر فرانسوی یه دنیا آمد. او به سه زبان می‌تواند صحبت کند. انگلیسی و فرانسوی را می‌تواند صحبت کند و بر زبان اسپانیایی تسلط دارد. او از زمان آغاز کارش به عنوان بازیگر پورن، تاکنون در بیش از ۱۸۰ فیلم بازی کرده است. 

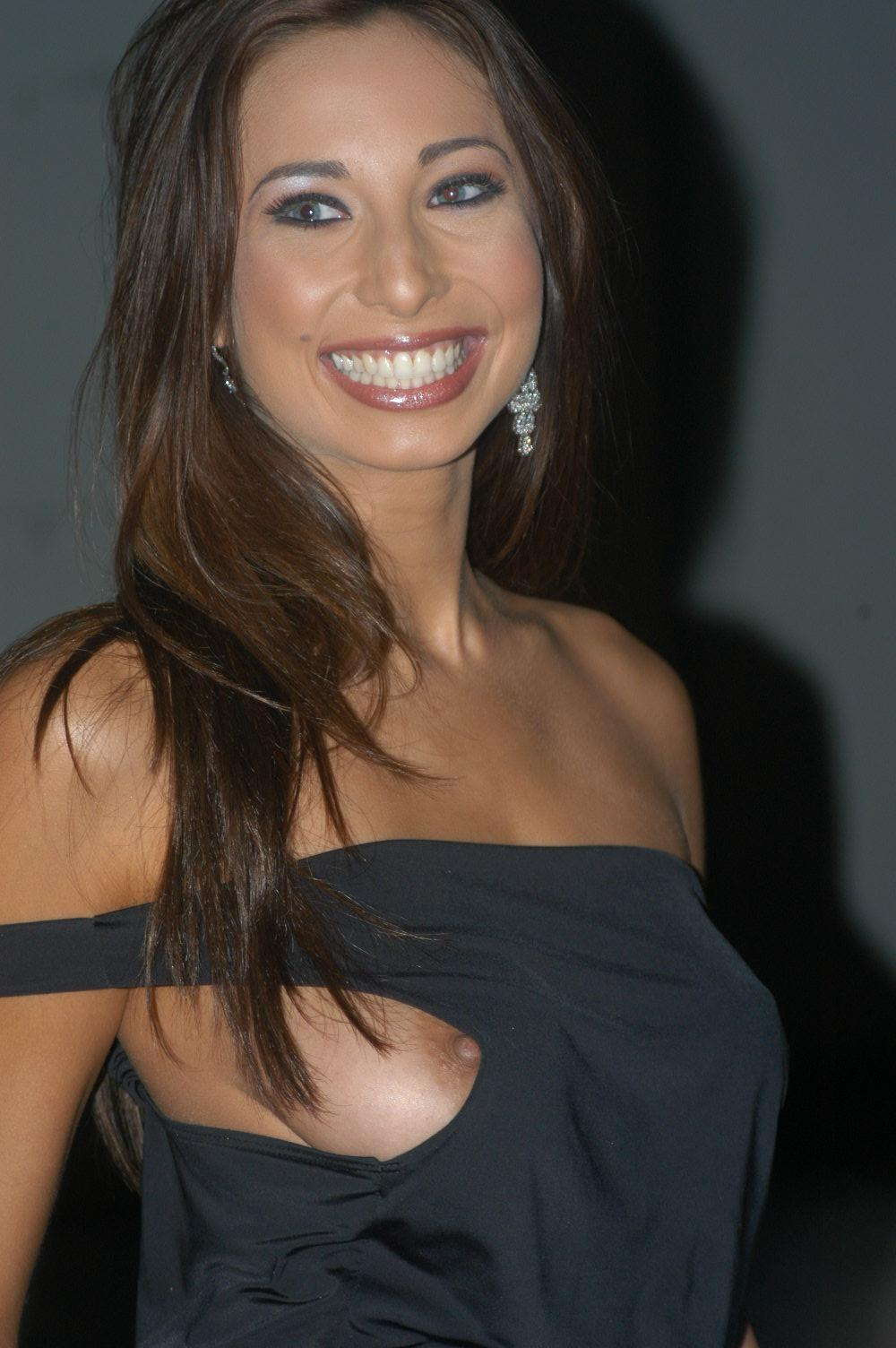
توفانی تیلور در میهمانی وست کوست

تیلور یکی از چهار شرکت کنندهٔ برتر در برنامهٔ زندهٔ reality series Jenna's American Sex Star، بوده است. اما در این برنامه برای بیتون رای بیشتری گرفت و به عنوان نفر اول انتخاب شد.
در سال ۲۰۰۶ یک تصادف باعث شد که وی مدتی از کارش کنار بکشد اما دوباره در همان سال به عنوان خواننده یک قرارداد یک ساله با شرکت دیوید اینترتیمنت بست.